# O Doutrinador (história em quadrinhos)
O Doutrinador é uma série de histórias em quadrinhos brasileira criada por Luciano Cunha. O personagem principal, O Doutrinador, é um vigilante que visa matar políticos corruptos que estão prejudicando a sociedade brasileira. Agindo em meio as sombras persegue e mata especificamente políticos corruptos, não só apenas em Brasília, mas também em cidades grandes do sudeste e até em cidades pequenas do nordeste, onde a corrupção é um grande problema.
Em 2018, a série  ganhou uma adaptação para o cinema e no ano seguinte, uma série de televisão.
A série que, a princípio, se colocava como apolítica, foi tomando contornos bolsolavistas. Seu criador hoje se define como um conservador e afirma, na Palavra do autor em  O Doutrinador: Definitivo, "que Lutar contra o politicamente correto, o progressismo e suas amarras, é a nova contracultura na sociedade moderna. Estar desse lado é estar do lado da Luz'".

## Sinopse
O Doutrinador é uma série de histórias em quadrinhos brasileira criada por Luciano Cunha. O protagonista, Miguel, é um agente federal altamente treinado que, após uma tragédia pessoal, decide combater a corrupção sistêmica no Brasil. Assumindo a identidade de um vigilante mascarado, ele inicia uma cruzada contra políticos e empresários corruptos. A idade exata do personagem não é especificada, mas ele é retratado como um homem em plena forma física, sugerindo uma faixa etária entre 35 e 45 anos. Não há evidências nos quadrinhos que associem diretamente o personagem a figuras políticas reais.

## Histórico da publicação
O desenhista Luciano Cunha iniciou a carreira nas HQs com 16 anos trabalhando para Ziraldo, produzindo para a revista em quadrinhos Menino Maluquinho. 
A ideia inicial surgiu em 2008, quando Luciano Cunha trabalhava numa agência de publicidade. Ele queria criar uma personagem com espírito de justiça, então desenvolveu o personagem Vigilante. Em 2010, voltou a trabalhar no personagem na esperança que alguma editora mostrasse algum tipo de interesse no em seu trabalho. Todavia, o nome Vigilante já era bastante utilizado, optando por usar O Doutrinador, uma vez que não havia registro com este nome no registro do Escritório de Direitos Autorais da Biblioteca Nacional.

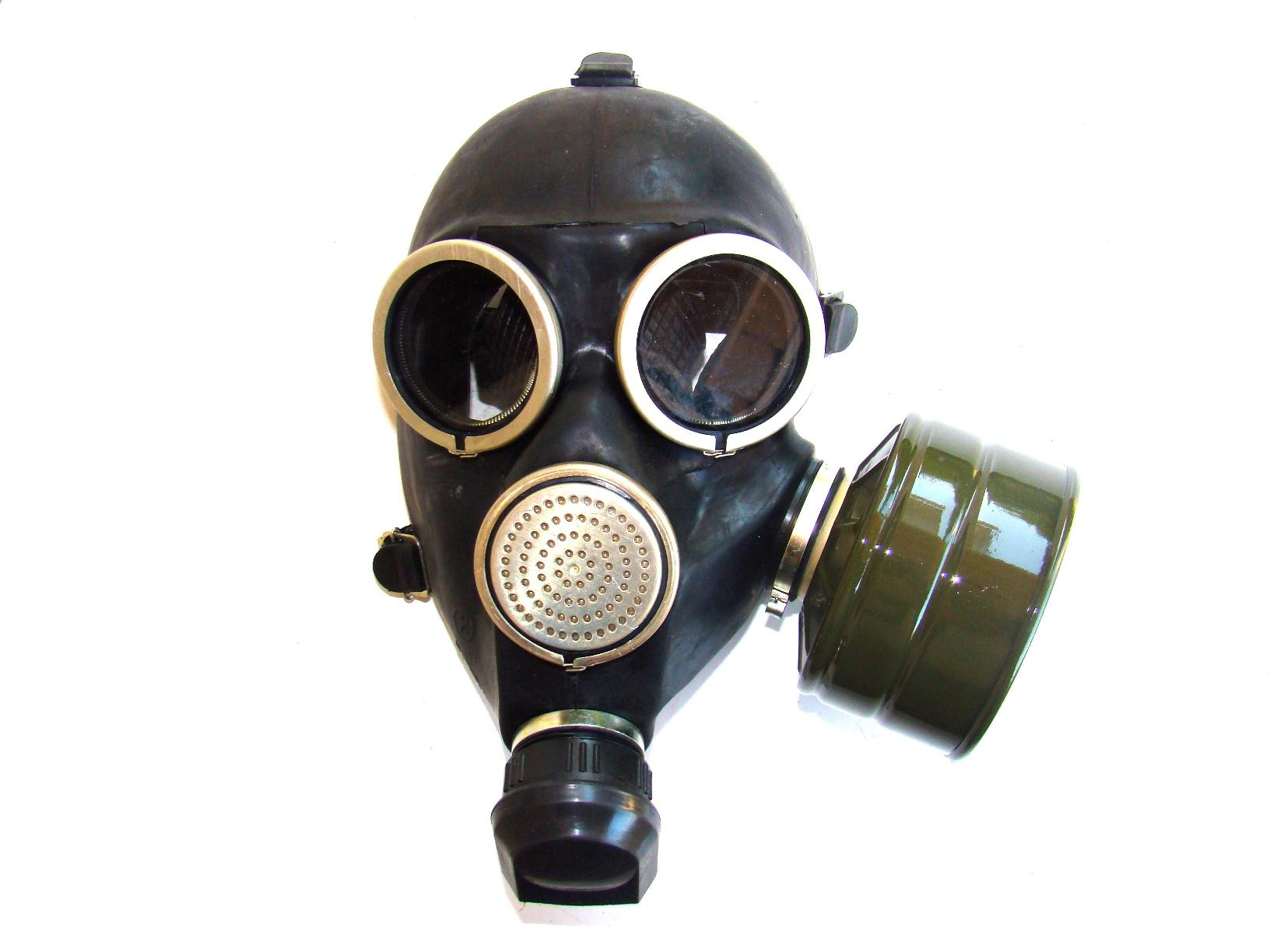
Máscara de gás GP-7 usada pelo Doutrinador, com seu filtro de 40mm localizado à esquerda. É uma máscara de gás russa da década de 40, Luciano disse que pesquisou essa máscara no Google e resolveu agregá-la ao personagem pois estava sem ideias e não era muito bom de desenhar rosto.

A partir daí, produziu um arco inteiro com cerca de 50 páginas e enviou para várias editoras. Geralmente, o texto era recusado por medo de judicialização da publicação por conta de seu conteúdo. 
Mas somente em 2013, com a onda de Protestos pelo Brasil o projeto começou a ser desenvolvido e divulgado no formato de webcomics nas redes sociais. Os quadrinhos eram protagonizados por um personagem que usava máscara de gás e capuz, que era a identidade secreta de um ex-soldado divorciado na faixa dos 50 anos até os 70 anos altamente treinado que atuou na época da Ditadura Militar. Esse justiceiro se dedicava a caçar e a matar políticos corruptos com requintes de crueldade, tendo como alvos políticos reais como a ex-presidente Dilma Rousseff , Kim Kataguiri e o senador Renan Calheiros.
A primeira publicação independente esgotou em 2014 e logo depois, Luciano se uniu ao músico e ativista Marcelo Yuka para escrever uma nova história chamada Dark Web.

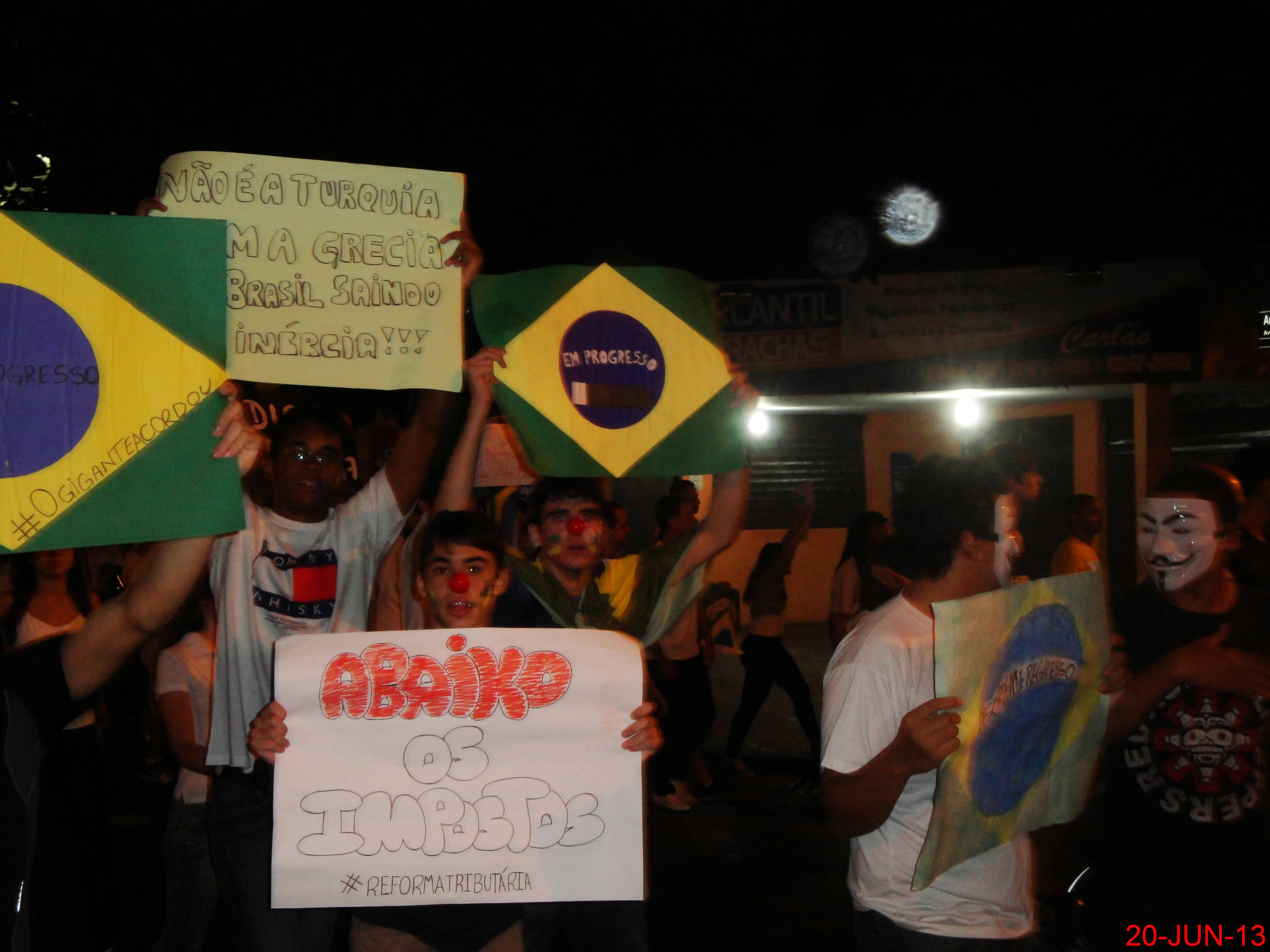
Manifestações de 2013 contra as tarifas do transporte público.

O sucesso da história levou à Redbox Editora lançar comercialmente o primeiro volume  encadernado de O Doutrinador no mesmo ano. Em 2015, foi lançado o segundo volume. Intitulado O Doutrinador: Dark Web, com roteiro de Luciano Cunha em parceria com o músico Marcelo Yuka, ex-baterista da banda O Rappa. Essa nova história, ambientada em um futuro próximo foi publicada com 92 Páginas.
Entre 2016 e 2019, o personagem fez parte da Guará Entretenimento. Em 2019, por conta da saída de Lula da cadeia, Luciano Cunha publicou uma imagem feita em 2014 do doutrinador socando o ex-presidente. Por conta disso, em 2020, Luciano Cunha sai da Guará e funda a editora Super Prumo, focada em leitores que identificam como sendo conservador e de direita. Naquele mesmo ano, ele lança a hq Destro cujo protagonista é explicitamente conservador.
Na editora Super Prumo, Cunha republica as histórias do Doutrinador, em O Doutrinador Definitivo, alterando o texto para que as novas versões sejam mais alinhadas ao bolsolavismo. Por exemplo, retira uma referência ao atentado do Riocentro, em alinhamento ao revisionismo da ditadura civil-militar. Em outro momento, altera o texto para retirar referências a medalhões da música brasileira, como Chico Buarque, Cazuza, Barão Vermelho, Rita Lee e Cássia Eller, provavelmente por considerá-los progressistas. Também são excluídas todas as referências a pastores vis. Em uma cena em que o Doutrinador crucificava um pastor estuprador, tal personagem é substituído por um senador. A alteração ocorre até na autoria. Na nova versão de  O Doutrinador: Dark Web trazida em O Doutrinador Definitivo, Cunha retira qualquer referência a Marcelo Yuka, que constava como autor da ideia original e do argumento na versão da editora RedBox, na qual o nome de Luciano Cunha surge como responsável somente pela arte. Algumas das alterações do conteúdo desta obra incluem a retirada de um texto que se refere a uma canção do Rappa e a substituição, em um quadrinho, a uma referência a um então novo álbum de Yuka para inserir uma chamada para o financiamento coletivo de Destro, romance gráfico de conteúdo bolsolavista que viria a ser publicada por Luciano Cunha na Super Prumo.[carece de fontes?]

## Outras mídias

### Cinema
Em 2018 foi lançado o filme de mesmo nome, dirigido por Gabriel Wainer, que também assina os roteiros ao lado de Luciano Cunha, L.G. Bayão, Rodrigo Lages e Guilherme Siman.
Para evitar problemas no enredo da trama e processos judiciais, a equipe do filme optou por criar uma história totalmente fictícia. Com uma história diferente da vista nos quadrinhos, mas com elementos que remetam a obra anterior. Nas HQs, o Doutrinador persegue políticos reais. Já no filme, o herói caça políticos na fictícia Santa Cruz. Também houve mudanças no perfil do personagem. Nos quadrinhos, sua identidade não era conhecida, mas sabia-se que se tratava de um ex-soldado na faixa dos 50 anos até os 70 anos (ou seja um homem de meia idade ou idoso) que trabalhou durante a ditadura militar. Enquanto que no filme e na série, o Doutrinador é Miguel Montessant (Kiko Pissolato), um agente federal mais jovem, e a história do personagem passa a ser mais explorada que na HQ.

### Televisão
Em 2019, foi lançada uma série de televisão, também estrelada por Kiko Pissolato e dirigida por Fábio Mendonça, a série foi exibida pelo canal Space.